# Елиптично изречение
Елиптичните изречения (непълни изречения) са изречения, в които някои части се изпускат поради подразбиране или повторение. Явлението, при което се изпускат части от изречението се нарича „елипса“, а изреченията – „елиптични“. Изпускането на части от изречението се налага заради основния стремеж на езика да бъде предадено повече съдържание с по-малко езикови средства. Пропуснатите изреченски елементи се подразбират от предишни изречения или от смисъла на цялостния текст. Елиптичните изречения са характерни най-вече за разговорната, особено при диалогичната разговорна реч.
Например в ситуацията на диалог:
1. Въпрос: „Къде отиде Иван?“ Отговор: „На кино.“, вместо „Иван отиде на кино“.
2. Въпрос: „На колко години е Мария?“ Отговор: „На 17.“, вместо „Мария е на 17 години“.

Или за да се избегне повторение в рамките на едно изречение. Например:
1. „През лятото едни отиват на море, а други – на планина.“, вместо „През лятото едни отиват на море, а други отиват на планина.“

## Правопис
На мястото на изпуснатата част в елиптични изречения се поставя тире.